# Ochthoeca
Ochthoeca är ett fågelsläkte i familjen tyranner inom ordningen tättingar. Släktet omfattar nio arter med utbredning i Sydamerika från Colombia till centrala Bolivia och nordvästra Argentina:
- Skifferryggig bergtyrann (O. cinnamomeiventris)
- Svart bergtyrann (O. nigrita)
- Kastanjebröstad bergtyrann (O. thoracica)
- Rostbröstad bergtyrann (O. rufipectoralis)
- Brunryggig bergtyrann (O. fumicolor)
- Rostbrynad bergtyrann (O. superciliosa)
- Polylepisbergtyrann (O. oenanthoides)
- Vitbrynad bergtyrann (O. leucophrys)
- Piurabergtyrann (O. piurae)